# Petopentia
Petopentia là chi thực vật có hoa trong họ Apocynaceae.